# Breakthrough Listen

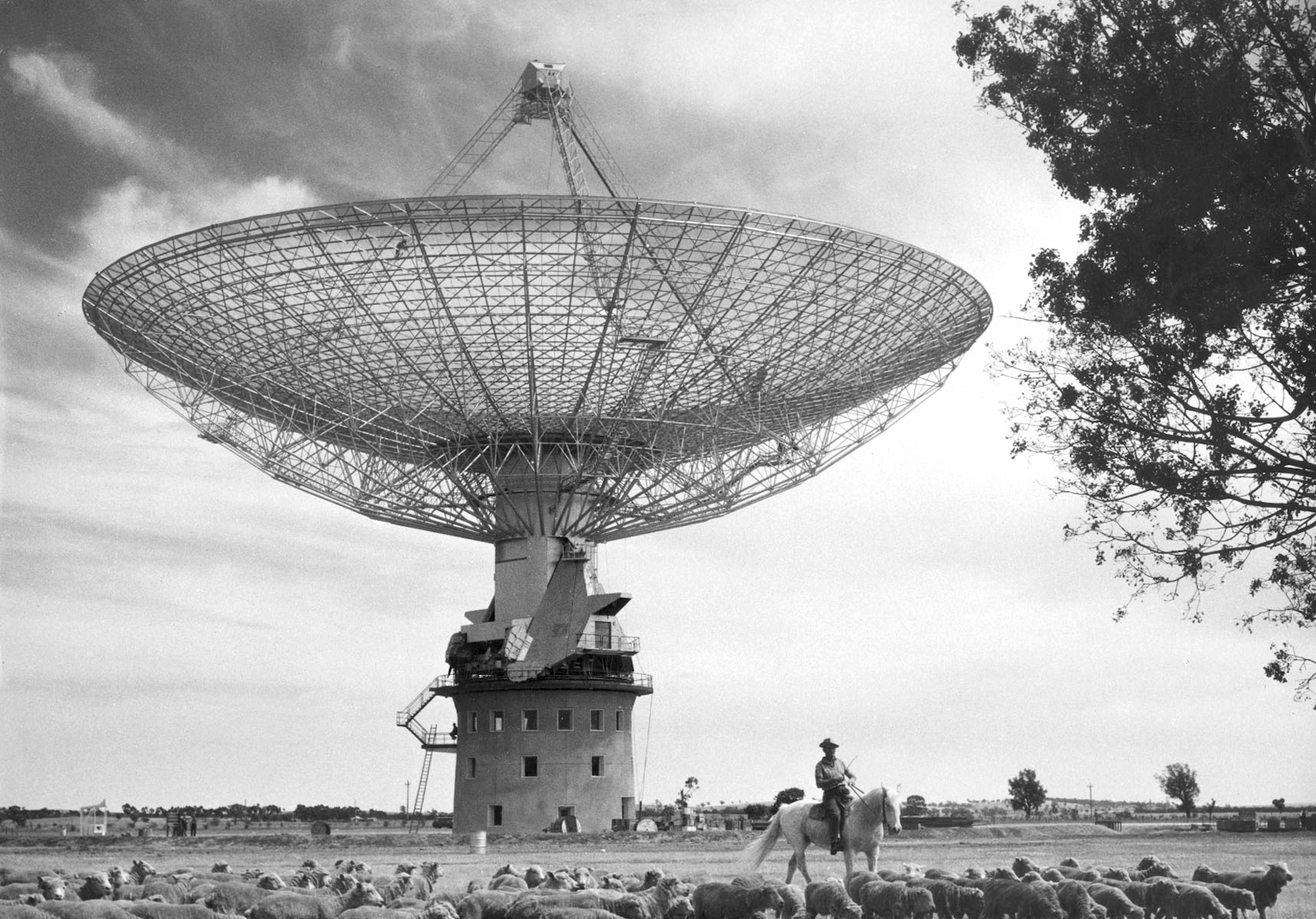
Radioobservatoř Parkes (CSIRO) v Austrálii

Breakthrough Listen („Revoluční odposlech“) je vědecký program pro hledání stop inteligentních forem komunikace mimozemského původu ve vesmíru. S finanční podporou 100 miliónů amerických dolarů a tisíce hodin věnovaných hledání za využití radiových teleskopů se jedná zatím o největší snahu o nalezení známek extraterestrické komunikace. Projekt byl oznámen v roce 2015, ale oficiálně započal v lednu roku 2016 a očekává se, že bude pokračovat po 10 let, tedy přibližně do roku 2026. Program je součástí většího celku Breakthrough Initiatives inovátora Yuri Milnera. Základna vědeckého projektu je v Berkeley SETI Research Center, spadajícím pod oddělení astronomie na Kalifornské univerzitě v Berkeley.
Do projektu jsou zapojeny Green Bank Telescope (GBT) v Západní Virginii, Lickova observatoř (Automated Planet Finder) na Mount Hamilton v Kalifornii a observatoř Parkes v Austrálii. Lickova observatoř je používána pro optické pozorování ve spektru viditelného světla a GBT, „The Dish“, k záznamu radiových vln. Cílem projektu je zahrnout do sledování kolem jednoho miliónu blízkých hvězd a středy jednoho sta galaxií. Všechny data zaznamenaná v rámci projektu jsou volně dostupná veřejnosti, první výsledky analýzy byly zveřejněny v dubnu 2017.